# Ensemble Frauenkirche Dresden

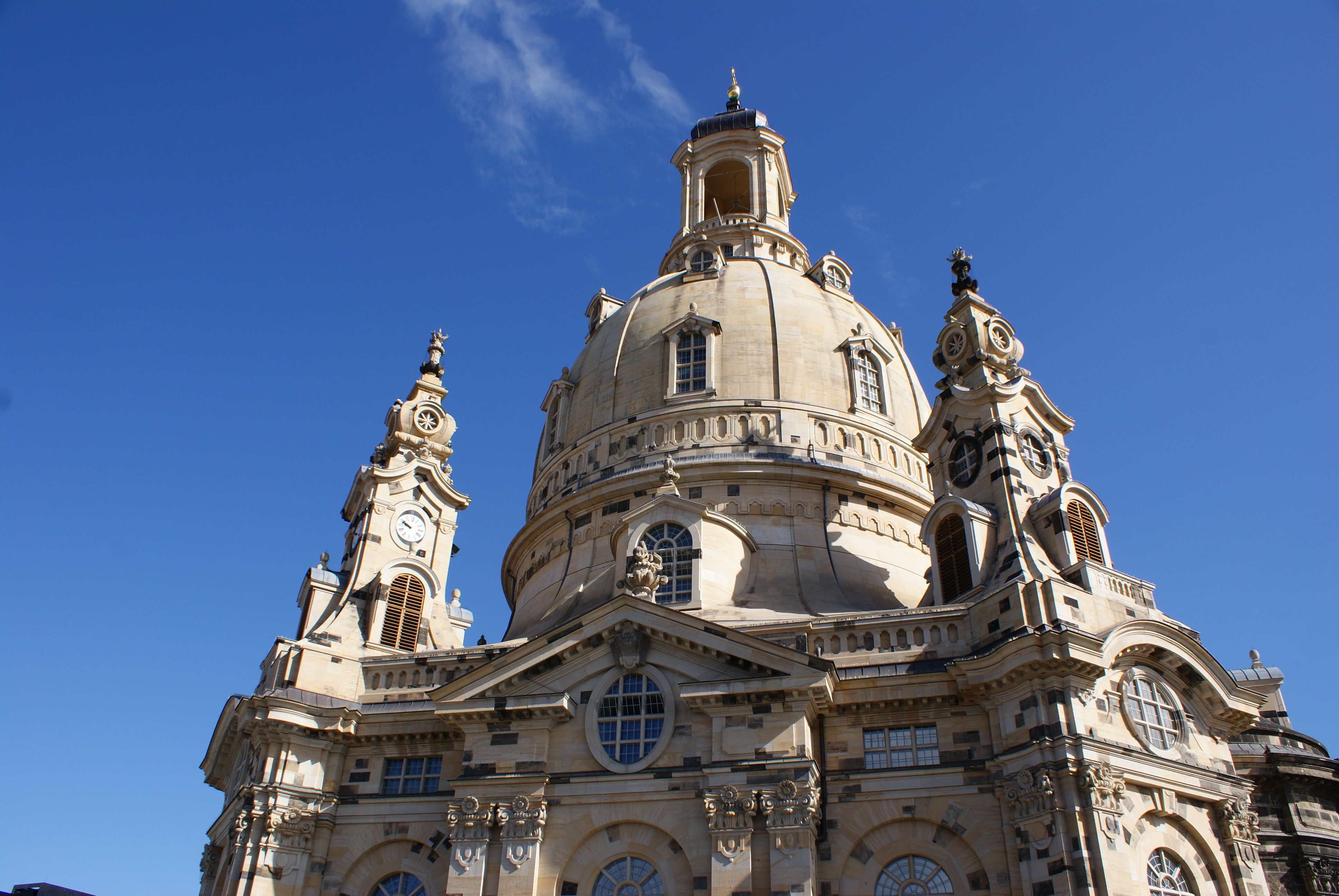
Frauenkirche Dresden (2008)

Das ensemble frauenkirche dresden ist seit 2005 das Orchester der Frauenkirche (Dresden).

## Geschichte
Das ensemble frauenkirche dresden wurde im Jahre 2005 von Matthias Grünert ins Leben gerufen. Es bildet sich aus Musikern der beiden großen Orchester Dresdens, der Sächsischen Staatskapelle und der Dresdner Philharmonie.
Das Ensemble versteht sich als musikalischer Begleiter des großen Chors der Frauenkirche Dresden, sowie dem Kammerchor der Frauenkirche Dresden und als eigenständiger Klangkörper.
Das Tätigkeitsfeld umfasst die Gestaltung von Konzerten und Geistlichen Sonntagsmusiken in der Frauenkirche und die Aufführung von Kantaten in den Sonntagsgottesdiensten.
Darüber hinaus ist das Ensemble auch bei Gastspielen zu erleben.
Verschiedene Rundfunk- und Fernsehübertragungen sowie CD-Mitschnitte dokumentieren die Tätigkeit des ensemble frauenkirche dresden.

## Besetzung
Die Grundbesetzung (9 Musiker) besteht aus einer einfachen Streicherbesetzung
2 Violinen
1 Viola
1 Violoncello
1 Kontrabass
mit Bläsern
2 Oboen
1 Fagott
1 Trompete
die entsprechend um Pauken und Orgel bzw. Cembalo erweitert wird.

## Diskografie (Auswahl)
- Musik von Bach: Vom Himmel hoch (Carus-Verlag, 2008)
- Johann Sebastian Bach: Weihnachtsoratorium (Berlin Classics, 2012)
- Johann Sebastian Bach: h-Moll-Messe → Live-Mitschnitt aus der Frauenkirche Dresden (Edel Entertainment, 2015)
- Johann Sebastian Bach: Johannespassion. Camilla Nylund (Sopran), Nicole Pieper (Alt), Tilman Lichdi (Tenor), Andreas Scheibner (Bass), Falko Hönisch (Vox Christi), Ensemble Frauenkirche Dresden, Matthias Grünert (Leitung),  Edel AG, (Berlin Classics, 2018)
- Luigi Cherubini: Cherubini Auswahl (Rondeau Production, 2019)
- Johann Sebastian Bach: Matthäus-Passion (Rondeau Production, 2021)